# Amador Palacios
Amador Palacios (Albacete, 24 de noviembre de 1954) es un poeta español.

## Biografía
Es licenciado en Filología Española y está en posesión del Diploma de Estudios Avanzados por una serie de trabajos de investigación sobre la poesía española del Medio Siglo.
Es un asiduo y acreditado comentarista del Postismo, neta vanguardia española.
Es biógrafo de los poetas Ángel Crespo y Gabino-Alejandro Carriedo, ya fallecidos, y de Dionisio Cañas, aún vivo.
Ha sido fundador, director o consejero de diversas publicaciones como La Mujer Barbuda o Barcarola. Ha participado como ponente en cursos sobre literatura y actuado como conferenciante en encuentros y congresos sobre poesía, literatura y traducción; hay que resaltar, en este sentido, su continuada participación en las Jornadas Poéticas de Cuenca desde 1984 a 1990; y, ya en este siglo, asiduo participante en el Festival de Poesía para Náufragos, en la misma ciudad de Cuenca 
Colaborador en numerosas revistas de literatura y en suplementos literarios, ha ejercido profusamente el periodismo como comentarista literario. En la actualidad es crítico del suplemento Artes & Letras, del diario ABC en Castilla-La Mancha, articulista en la edición castellano-manchega de El Diario.es y colaborador habitual de las revistas Odisea Cultural, Campo de Agramante y FronteraD. Tiene en su poder algunos galardones y distinciones literarias (Biografías Palentinas, Barcarola, Veintenario de RNE-3, Juan Torres Grueso de Periodismo, Premio de Periodismo del XIV Certamen Cultural Virgen de las Viñas) y ha sido finalista de otros tantos (Rafael Morales, Adonais).
Ha sido becado por la Fundación Calouste Gulbenkian de Lisboa (en seis ocasiones entre 1984 y 1992) por su interés en la literatura portuguesa, cumpliendo estancias en Portugal y el Reino Unido por este motivo; por la Fundación Olifante de Zaragoza, para la realización de un trabajo sobre la poesía de Miguel Labordeta, para lo que residió en la casa del poeta en Trasmoz, a la vera del Moncayo; y por la Junta de Comunidades de Castilla-La Mancha por la redacción de una biografía sobre el poeta Ángel Crespo.
Ha colaborado con la impartición de lecciones magistrales en la Escuela de Escritores Alonso Quijano de Alcázar de San Juan. Es miembro del consejo asesor e la Fundación Carlos Edmundo de Ory de Cádiz y Académico de la Real Academia Conquense de Artes y Letras.

## Obra

### Poesía
- Rito amoroso (Toledo: Biblioteca Toledo, 1972)
- Notas cotidianas (Toledo: Solano, 1978)
- Ejercicios de versificación (Cuenca: El Toro de Barro, 1979); reeditado en libro electrónico en 2020
- Billete heterónimo (Talavera de la Reina: Melibea, 1985)
- La cúspide y la sima (Madrid: Adonais, 1987)
- Enemigo admirable (Albacete: La Joven Poesía, 1994)
- Exarconte de un coro (Toluca, México: La Hoja Murmurante, 1994)
- Suite de la casa en el campo (Alcázar de San Juan: Tesela, 1998)
- Tragedias sólo subjetivas (Albacete: Barcarola, 1998)
- Pajarito bañándose en un charco -antología- (Cuenca: El Toro de Barro, 2001)
- Estancias (Cuenca: El Toro de Barro, 2005)
- Canta y no llores (Madrid: El Sombrero de Ala Ancha, 2006)
- Licencias de pasaje (Ciudad Real: Biblioteca de Autores y Temas Manchegos, 2007)
- Prosas esculturales y otros poemas (Ciudad Real: Almud, 2010)
- Bajo Véspero (Valencia: Instituto de Estudios Modernistas, 2015)
- Las palabras son nocivas -antología- (Zaragoza: Pregunta Ediciones, 2018)
- Primavera tardía -Cancionero. Recreaciones, citas: prosas poéticas- (Oviedo: Sapere Aude, 2021)

### Ensayo
- Poetas toledanos vivos (estudio y antología), Toledo, IPIET, Diputación Provincial, 1981
- Gabino-Alejandro Carriedo, su continente y su contenido (biografía), Palencia, Caja España, 1984
- Jueves postista (El papel de Ciudad Real en el Postismo. Los artículos de Lanza), Ciudad Real, Biblioteca de Autores y Temas Manchegos, 1991
- El pie en la alimaña (Castilla La Mancha y la literatura de vanguardia), Toledo, Servicio de Publicaciones de la Consejería de Cultura de Castilla-La Mancha, 2007
- Humanidad y humanismo de Ángel Crespo, biografía, Ciudad Real, Almud Ediciones, 2011
- Reflexión teológica en Taüll, Hojas de mirto, 2011.
- La poesía española durante el franquismo (informe muy sumario de una etapa muy densa), Madrid, El Alambique, nº 10, 2015
- La flor del humo (Autobiografía apócrifa de Gabino-Alejandro Carriedo), Madrid, Ediciones Vitrubio, 2015
- Poetas y poéticas. Ensayos, Zaragoza, Pregunta Ediciones, 2018
- Dionisio Cañas (Invitación a su obra. Biografía), Ciudad Real, Biblioteca de Autores y Temas Manchegos, 2018

### Traducciones
- Lembranças e deslembranças, de Gabino-Alejandro Carriedo (con “Nota preliminar”), Cáceres, Palinodia, 1988
- ¿Dónde se acumula el polvo?, de Casimiro de Brito, Madrid, Cuaderna de Poesía Portuguesa, 1989
- La moneda perdida (Antología), de Lêdo Ivo (traducción y edición), Zaragoza, Olifante, 1990
- Clepsidra, de Camilo Pesanha (traducción y prólogo), Madrid, Hiperión, 1995
- El libro de Cesário Verde, de Cesário Verde (traducción, prólogo y notas), Madrid, Hiperión, 1997
- La muerte, la mujer, de Vinicius de Moraes (con "Nota preliminar"), Madrid, Asociación Poética Caudal, Manual de Instrucciones, 2016
- Los primeros poemas del  Diário. Odas, de Miguel Torga, Mérida, Editora Regional de Extremadura, 2018
- 8 poemas infantiles, de Vinicius de Moraes (ilustraciones de Lila Chaves y Agustín Porras), Madrid, Editor S.A., 2021

### Diarios
- Confesiones sanadas, Tarancón, Los libros de FronteraD, 2024. Prólogo de Alfonso Armada.

### Novela
- El abrazo de la soledad, Lanzarote, Caballos Azules, 2024.